# Грищенко, Пётр Лукьянович
Пётр Лукья́нович Гри́щенко (1 августа 1921 — 21 декабря 1973) — военный лётчик. Участник Великой Отечественной войны. Герой Советского Союза (1944).

## Биография
П. Л. Грищенко родился 1 августа 1921 года в деревне Куковячино Витебского уезда. В 1939 году окончил Витебский аэроклуб. С 1940 года в Красной Армии. В 1942 году окончил Армавирскую военную авиационную школу пилотов.
На фронте с марта 1943 года — лётчик-истребитель. Участник Курской битвы, Берлинской операции, освобождения Украины, Польши, Чехословакии.
К февралю 1944 года П. Л. Грищенко командир звена 32-го истребительного авиационного полка (256-я истребительная авиационная дивизия, 5-й истребительный авиационный корпус, 2-я Воздушная армия, 1-й Украинский фронт), лейтенант. Совершил 155 боевых вылетов на сопровождение штурмовиков, провёл 31 воздушный бой, сбил 15 самолётов противника.
К концу войны командир эскадрильи капитан П. Грищенко совершил 380 боевых вылетов, провёл 78 воздушных боёв, лично сбил 25 самолётов противника, 2 в группе и 1 аэростат.
После войны продолжил службу в Советской Армии. В 1950 году окончил Высшие офицерские лётно-тактические курсы, в 1955 — окончил Военно-воздушную академию (Монино). Служил начальником штаба 764-го истребительного авиационного полка (аэродром Большое Савино, Пермь).
С 1961 года подполковник П. Л. Грищенко в запасе. Жил и работал в городе Люберцы.
Умер 21 декабря 1973 года. Похоронен на Люблинском кладбище в Москве.

## Награды
- Медаль «Золотая Звезда» Героя Советского Союза (№ 2338);
- орден Ленина;
- три ордена Красного Знамени;
- орден Отечественной войны 1-й степени;
- орден Отечественной войны 2-й степени;
- орден Красной Звезды;
- медали.